# Endlicheria lorastemon
Endlicheria lorastemon är en lagerväxtart som beskrevs av Chanderb.. Endlicheria lorastemon ingår i släktet Endlicheria och familjen lagerväxter. Inga underarter finns listade i Catalogue of Life.